# Evilution
Evilution – piąty album studyjny zespołu Chainsaw. Zawiera dziesięć utworów. Album trwa 42 minuty i 46 sekund. Najdłuższym utworem zawartym na płycie jest "Dragon's Den", natomiast najkrótszym "Evilution".

## Lista utworów
1. "Dragon's Den" - 05:12
2. "Evilution" - 03:07
3. "The Beast" - 03:35
4. "Hung, Drawn & Quartered" - 04:20
5. "At Callanish" - 03:49
6. "Supernature's Queen" ft. Tomasz „Titus” Pukacki - 04:38
7. "Storm Lover" - 03:45
8. "Wail of the Sidhe" - 04:58
9. "The Carving" - 04:16
10. "Invisible Land" - 05:06

## Twórcy
1. Maciej "Maxx" Koczorowski – śpiew
2. Jarek Gajczuk-Zawadzki – gitara
3. Arek "Rygiel" Rygielski – gitara
4. Sebastian Górski – perkusja
5. Marek Jerchewicz – gitara basowa